# Малая Щучья
Малая Щучья — река в России, протекает по территории Приуральского района Ямало-Ненецкого автономного округа. Устье реки находится в 561 км от устья реки Щучьей по правому берегу, берёт начало из озеро Малого Щучьего на высоте 287,1 м. Длина реки — 11 км.

## Охранный статус
С 1997 года Щучьи озёра и вся прилегающая к ним территория, отнесены к территории Горнохадатинского биологического заказника. На территории заказника проводятся работы по реакклиматизации мускусного быка (овцебык) и акклиматизации бизона. В 2014 году Горнохадатинский биологический заказника был реорганизован в Природный парк "Полярно-Уральский" с участком "Горнохадатинский", который унаследовал границы Горнохадатинского биологического заказника. Охота категорически запрещена.

## Данные водного реестра
По данным государственного водного реестра России относится к Нижнеобскому бассейновому округу, водохозяйственный участок реки — Обь от города Салехард и до устья, речной подбассейн реки — бассейны притоков Оби ниже впадения Северной Сосьвы. Речной бассейн реки — (Нижняя) Обь от впадения Иртыша.
Код объекта в государственном водном реестре — 15020300212115300034128.